# NXT Battleground (2023)
L'édition Battleground de NXT TakeOver est un Premium Live Event de catch (lutte professionnelle) produit par la World Wrestling Entertainment, une fédération de catch (lutte professionnelle) américaine, qui est diffusée et visible en streaming payant sur le WWE Network. Cet événement met en avant les Superstars de NXT, le club-école de la compagnie. L'événement a eu lieu le 28 mai 2023 au Tsongas Center à Lowell (Massachusetts). Il s'agit du quarante-huitième événement de NXT TakeOver et de la sixième édition de Battleground, qui effectue son retour après 6 ans d'absence.

## Contexte
Les spectacles de la World Wrestling Entertainment (WWE) sont constitués de matchs aux résultats prédéterminés par les scénaristes de la WWE. Ces rencontres sont justifiées par des storylines – une rivalité avec un catcheur, la plupart du temps – ou par des qualifications survenues dans les shows de la WWE telles que Raw, SmackDown et NXT. Tous les catcheurs possèdent une gimmick, c'est-à-dire qu'ils incarnent un personnage gentil (Face) ou méchant (Heel), qui évolue au fil des rencontres. Un événement comme Battleground est donc un événement tournant pour les différentes storylines en cours,.

## Tableau des matchs
| Ordre par numéros                                                                         | Résultat                                                                             | Stipulation(s)                                                           | Temps |
| ----------------------------------------------------------------------------------------- | ------------------------------------------------------------------------------------ | ------------------------------------------------------------------------ | ----- |
| 1                                                                                         | Wes Lee (c) bat Joe Gacy (avec Ava) et Tyler Bate                                    | Triple Threat match pour le NXT North American Championship              | 11:59 |
| 2                                                                                         | Noam Dar (c) bat Dragon Lee                                                          | Match simple pour le NXT Heritage Cup                                    | 14:22 |
| 3                                                                                         | Ilja Dragunov bat Dijak                                                              | Last Man Standing match                                                  | 15:54 |
| 4                                                                                         | Gallus (Mark Coffey et Wolfgang) (c) bat The Creed Brothers (Julius et Brutus Creed) | Tag Team match pour les NXT Tag Team Championship                        | 9:33  |
| 5                                                                                         | Tiffany Stratton bat Lyra Valkyria                                                   | Match simple - Finale du tournoi pour le NXT Women's Championship vacant | 16:01 |
| 6                                                                                         | Carmelo Hayes (c) (avec Trick Williams) bat Bron Breakker                            | Match simple pour le NXT Championship                                    | 14:14 |
| La lettre C placée entre parenthèses désigne la personne ou l’équipe championne en titre. |                                                                                      |                                                                          |       |